# 林桜園

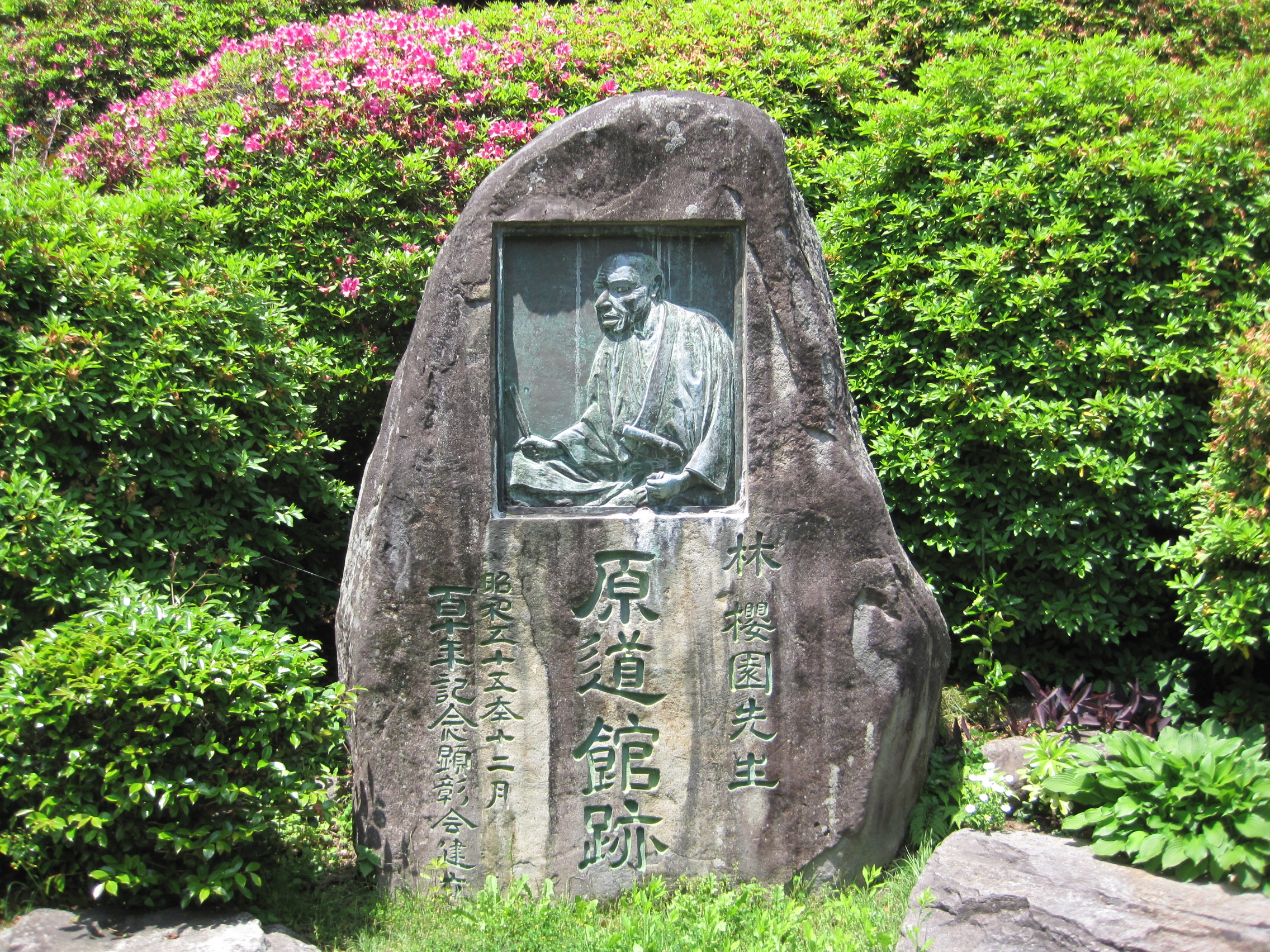
原道館跡の碑（熊本市千葉城公園内）

林 桜園（はやし おうえん、寛政10年（1798年） - 明治3年10月12日（1870年11月5日））は、幕末の思想家、国学者、教育者。

## 来歴
1798年（寛政10年）、肥後国熊本城下の山崎町（現・熊本市）に林又右衛門英通の第三子として生まれる。通称は藤次、実名は有通、桜園は号。別名に、通天、千葉城老人などがある。
はじめ藩立の時習館に学んだが、学風に満足せず自ら退学した。後、父と相談し国学者長瀬真幸に師事する。長瀬真幸は、肥後国学の独自の基礎を築いた高本紫溟の高弟の一人であり、帆足長秋の書籍を通じて本居宣長を知り、本居宣長の高弟ともなった人物で、その門下には林桜園のほか中島広足、和田厳足らがいる。
1837年（天保8年）、千葉城高屋敷（現・NHK熊本放送局の下の千葉城公園）に原道館（げんどうかん）を開く。多くの師弟が学び、その数は1400人以上に及んだと言われる。横井小楠、佐々友房、宮部鼎蔵、吉田松陰、松田重助、河上彦斎、轟武兵衛、太田黒伴雄、加屋霽堅、上野堅五、斎藤求三郎、大村益次郎、島義勇、真木保臣らが学んだ。
1870年（明治3年）、新開大神宮の近くにある太田黒伴雄の家にて没。生涯を独身で過ごした。1911年（明治44年）、贈正五位。熊本県近代文化功労者。墓は熊本市黒髪の桜山神社にある。

## 思想
原道館の原道とは道の根源を探求するという意味であり、教育の柱は、敬神・愛国・皇室中心主義のいわゆる尊王攘夷の日本精神である。ただし授業は、古事記や日本書紀、万葉集、源氏物語などの講義のほか、国学にとどまらず、儒学、老子、荘子、仏教、医学、西洋の思想にも及んだ。生徒個々の能力に合わせ、必要であれば西洋の教えを取り入れる柔軟なものであった。
門下より数多くの人材を輩出した。特に明治維新で活躍した肥後勤皇党、神風連の変を起こした敬神党などに大きな影響を与えた。

## 和歌
- 世の中は唯何事もうちすてゝ 神を祈るぞまことなりける
- いかばかりけふの別のをしからむ 散らぬ花咲く此の世なりせば
- 誠心を君につくさば霊ちはふ 神そ守らん神そ護らむ

## 主な著書
- 昇天秘説
- 科戸風端書弁妄
- 宇気比考
- 桜園答書稿

## 関連事項
- 藤崎八旛宮
- 鐙田杵築神社
- 近津鹿島神社
- 別所琴平神社